# Кузнеці (Калузька область)
Кузнеці (рос. Кузнецы) — присілок в Кіровському районі Калузької області Російської Федерації.
Населення становить 31 особу. Входить до складу муніципального утворення Присілок Великі Савки.

## Історія
Від 2004 року входить до складу муніципального утворення Присілок Великі Савки.

## Населення
| 2002 | 2010 |
| ---- | ---- |
| 53   | ↘31  |